# Berger de Brie
Pour les articles homonymes, voir Berger (homonymie), Brie et Briard.
Le berger de Brie, ou briard, est un chien de berger français qui à l'origine servait à la garde et la conduite des troupeaux.

## Description
Ce chien aux poils longs et souples, sensiblement du même gabarit que son lointain cousin le beauceron, possède comme ce dernier la particularité d'avoir un double ergot à chacune de ses pattes postérieures. Traditionnellement, les briards utilisés par les bergers étaient tondus en même temps que les moutons avant l'été.
Les briards ont les oreilles tombantes sur la tête, depuis le 1er mai 2004. Auparavant, leurs oreilles étaient découpées sous anesthésie et étaient artificiellement dressées. Cela permettait d'éviter les infections à répétition du conduit auditif. La Convention européenne sur les animaux de compagnie a interdit cette pratique. La loi française précise que « tous les chiens nés en France ou à l'étranger après le 1er mai 2004 et ayant les oreilles coupées sont interdits en concours et en exposition en France, ils ne peuvent ni être confirmés, ni inscrits au LOF à titre initial, au titre de la descendance, de l'importation ou inscrits sur un livre d'attente ».
Les standards du Briard sont très exigeants.
La couleur de la robe du Briard doit être uniforme. Trois teintes sont reconnues par le standard de race : noir (noir ardoisés, gris-nés noirs), fauve (photo), et « bleu » (gris clair dès la naissance, couleur très rare).
L'espérance de vie du Berger de Brie est de dix ans.

## Histoire
On ignore quels sont les ancêtres du berger de Brie, cependant, on estime généralement qu'il serait le résultat d'un croisement entre le barbet et le beauceron.
Race longtemps ignorée par son faible nombre d'individus, la mention de "chien de Brie" n'est apparue qu'en 1863, lors d'une exposition canine à Paris.
Incertain : Charlemagne en aurait possédé un d’après certaines archives.
La description que fait Gaston Fébus dans son « Livre de chasse » écrit entre 1387 et 1389 paraît confirmer la présence de cette race à cette époque.
- 1809 : L’abbé Rosier (ecclésiastique et agronome) le décrit pour la première fois sous le nom de chien de Brie dans «  Cours d’agriculture »
- 1863 : « Charmante », chien de berger femelle de type briard, remporte le prix d’honneur de la 1re exposition canine de Paris.
- 1885 : « Sans–gène » premier mâle type Briard inscrit au LOF sous l’appellation berger Français"
- 1888 : « Sans–gène » remporte le premier prix à l’exposition canine de Paris
- 1892 : « Cadet » premier chien mâle inscrit au LOF sous l’appellation Briard

En 1896 on assiste à la création du « club français des chiens de berger » dirigé par Pierre Megnin et Paul Dechambre . Un an plus tard est écrit le premier standard du Briard qui permettra entre autres de faire la distinction entre deux variété du berger de brie : l'un à poil laineux, l'autre à poil chèvre. Ce dernier sera finalement préféré pour sa résistance aux intempéries au détriment du poil laineux qui s'avérait plus difficile à entretenir. À la suite du décès du Mégnin, Lamarque fonda à son tour le "club des Amis du Briard" en 1909 avec pour objectif de perpétuer la race et aider les futurs propriétaires dans son élevages et son éducation. À la suite de la première guerre mondiale, le club rassemble ses efforts et constitue en 1925 le deuxième standard de la race, avec comme on s'y attendait l'abandon du poil laineux.

## Comportement
Le briard est connu pour sa grande sociabilité avec les enfants. Il est calme et reste attentif aux enfants. Ce chien est également très sociable dans la vie de tous les jours et très affectueux. Il adore jouer, tout en gardant son instinct de chien de berger. Il est très rarement malade. C'est aussi un sage équilibré, courageux et hardi.
Il est aussi extrêmement sûr de lui, sensible, et pot-de-colle. Ce chien nécessite une éducation stricte mais sans brutalité.